# Inscripciones rúnicas de Hargs bro

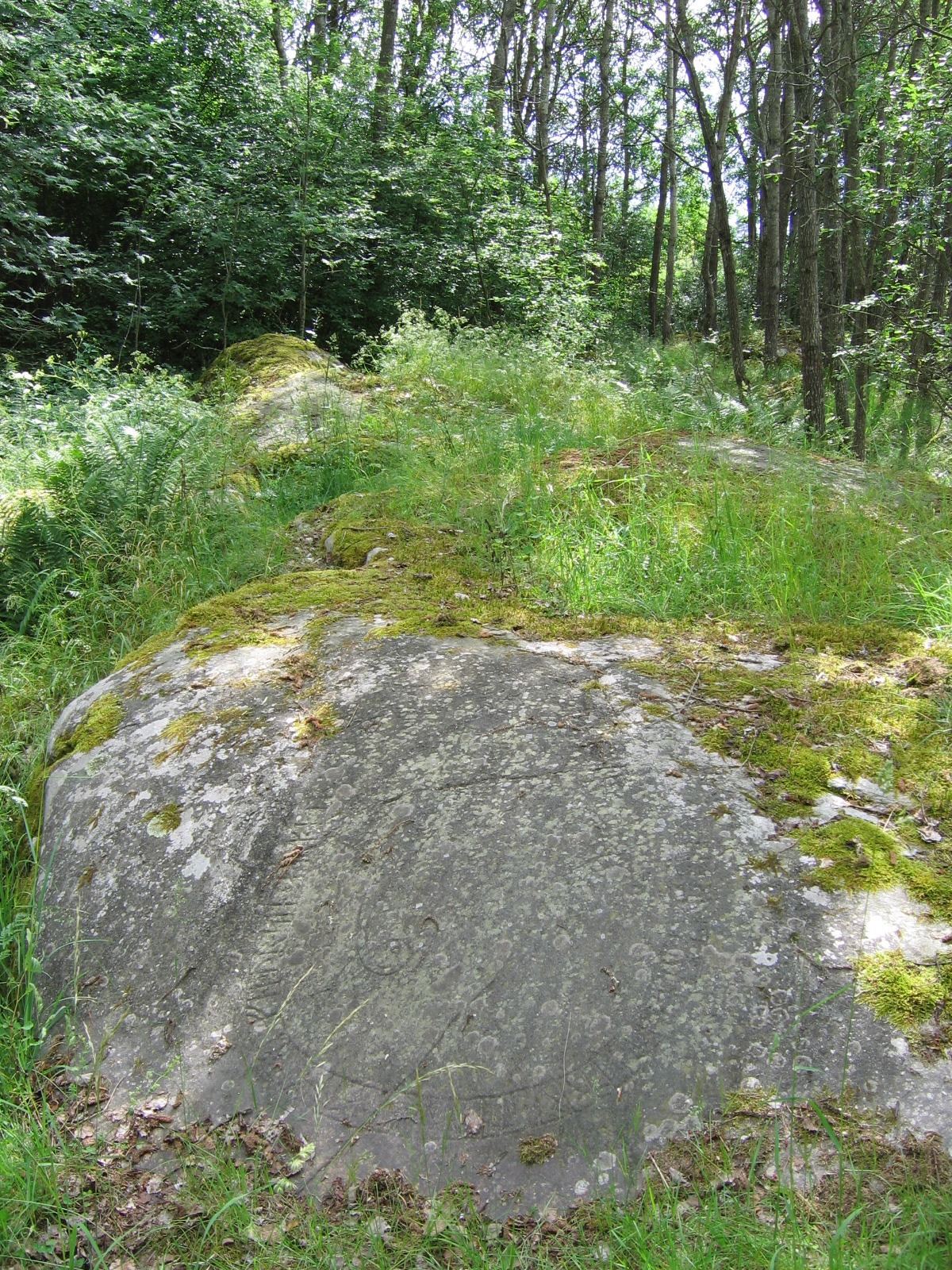
La inscripción rúnica U 309 (abajo), U 310 (arriba derecha) u U 311 (arriba izquierda.

Las inscripciones rúnicas de Hargs bro, catalogadas como U 309, U 310 y U 311 en el proyecto Rundata, son tres grabados sobre rocas del siglo XI con inscripciones en nórdico antiguo escritas con runas del futhark joven situadas en la parroquia de Skånela, en la provincia sueca de Uppland. 
U 309 y U 310 constituyen un monumento gemelo en estilo Pr4, lo que las data en el periodo comprendido entre 1060-1100. Están relacionadas con un grupo de unas 20 piedras rúnicas denominadas piedras rúnicas de Jarlabanke de Täby que están realizadas por el caudillo Jarlabanke y su clan, además de la piedras rúnicas de Broby bro y las inscripciones U 101, U 143 y U 147, aunque a diferencia de ellas mencionan a la matriarca del clan, llamada Estrid.
U 310 dice que Estrid tuvo un marido llamado Ingvar, y que tenía un hijo antes de casarse con Estrid, llamado Ragnvald que murió. Estrid construyó un puente, lo que aparentemente era una tradición familiar.
U 309 menciona a Sigvid, Ingvar y Jarlabanke, de una forma que sugiere que son los hijos de Estrid. Este Jarlabanke no es el mismo Jarlabanke que erigió las piedras rúnicas de Täby, porque este era hijo de una tal Ingefast y Jorun. 
Estas estelas rúnicas muestran una peculiaridad de esta familia: los hijos a menudo tienen el mismo nombre que sus padres.

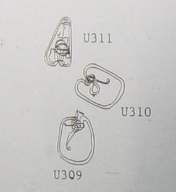
Cartel colocado por el consejo nacional del patrimonio sueco indicando la posición relativa de las inscripciones.

Esta Estrid es la misma Estrid que se menciona en varias de las piedras de Täby y otras localizaciones (piedras rúnicas de Broby bro y las de las piedras U 101, 143 y 147). Esta Estrid fue la antecesora de un gran clan familiar llamado el clan de Jarlabanke, siendo la abuela materna del poderoso Jarlabanke que se proclamó dueño de todo Täby. 
El grabador de la piedra de Snottsta denominada U 329, donde se menciona a una Estrid y su hermano, fue Fot que además hizo piedras rúnicas para el clan de Jarlabanke clan. Esto es un fuerte indicio de que Estrid nació en Snottsta (también escrito Snåttsta), se casó con Östen de Täby y después se casó por segunda vez en Harg cerca de Snottsta.

## U 309

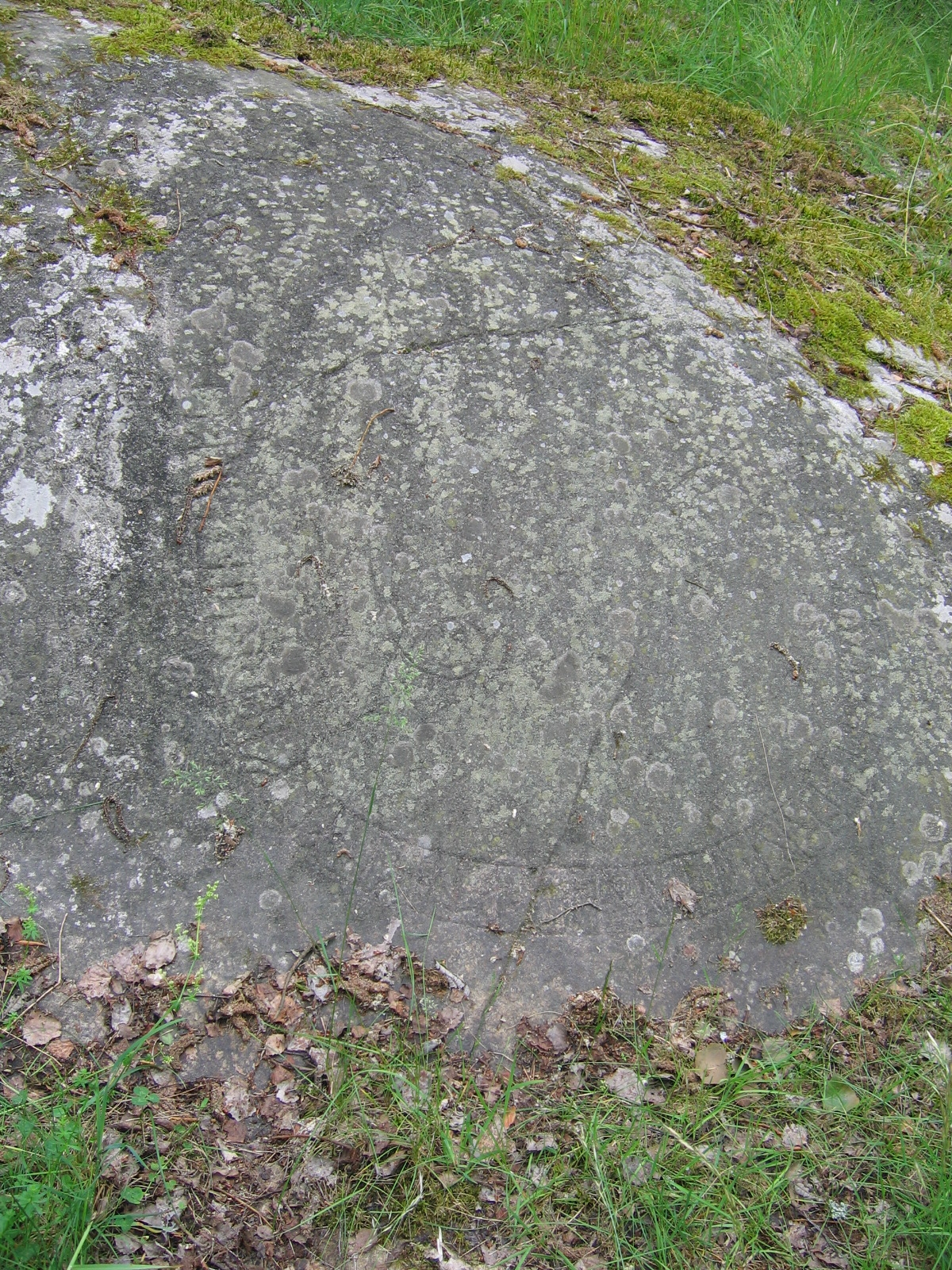
U 309.

Esta inscripción rúnica está decorada en el estilo Pr4 (segunda mitad del siglo XI) y fue encargada por Jarlabanke Ingvarsson y sus hermanos Sigviðr y Ingvarr en memoria de su padre Ingvarr y su hermano Ragnvaldr.
Transliteración de las runas a letras latinas
× sikuiþr × auk × in[kua]r × auk × iarlabanki × litu × rista × runaR × at inkuar × faþur × sin × auk × at raknualt × broþur sin +
Transcripción al nórdico antiguo
Sigviðr ok Ingvarr ok Iarlabanki letu rista runaR at Ingvar, faður sinn, ok at Ragnvald, broður sinn.
Traducción al español
Sigviðr y Ingvarr y Jarlabanki mandaron grabar las runas en memoria de Ingvarr, su padre, y memoria de Ragnvaldr, su hermano.

## U 310

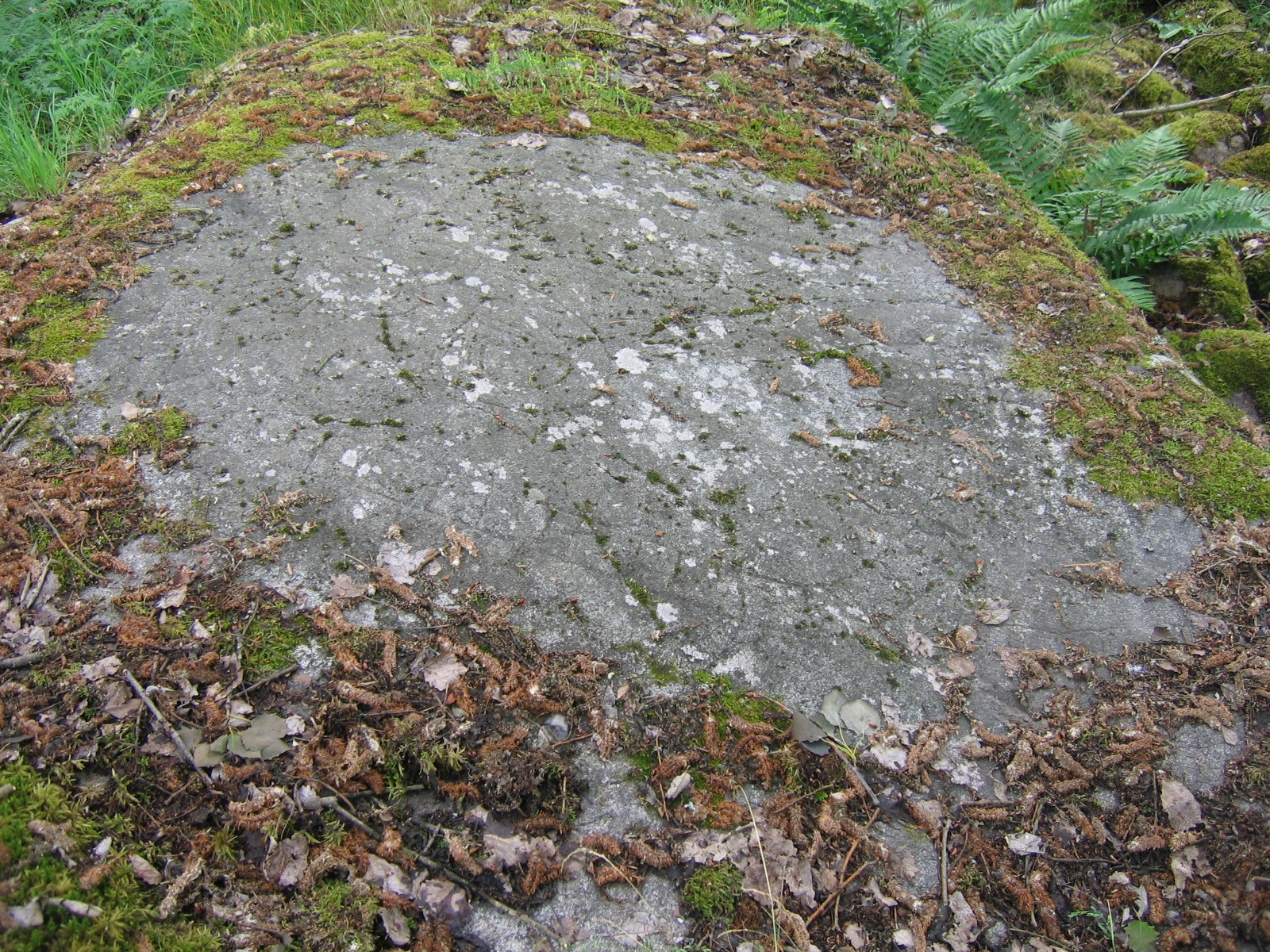
U 310.

Como la inscripción rúnica anterior esta tiene decoración del estilo Pr4 (perteneciente a la segunda mitad del siglo XI) y fue realizada en memoria de Ingvarr y Ragnvaldr. Aunque esta se hizo por orden de (Ástríðr), la esposa de Ingvar que no fue la madre de Ragnvald.
Transliteración de las runas a letras latinas
× estriþ × lit × bro × kiara × eftiR × ikuar × bonta × sin × auk × at raknualt × sun × hans ×
Transcripción al nórdico antiguo
Æstrið let bro gæra æftiR Ingvar, bonda sinn, ok at Ragnvald, sun hans.
Traducción al español
Ástríðr mandó hacer el puente en memoria de Ingvarr, su marido, y en memoria de Ragnvaldr, su (de él) hijo.

## U 311

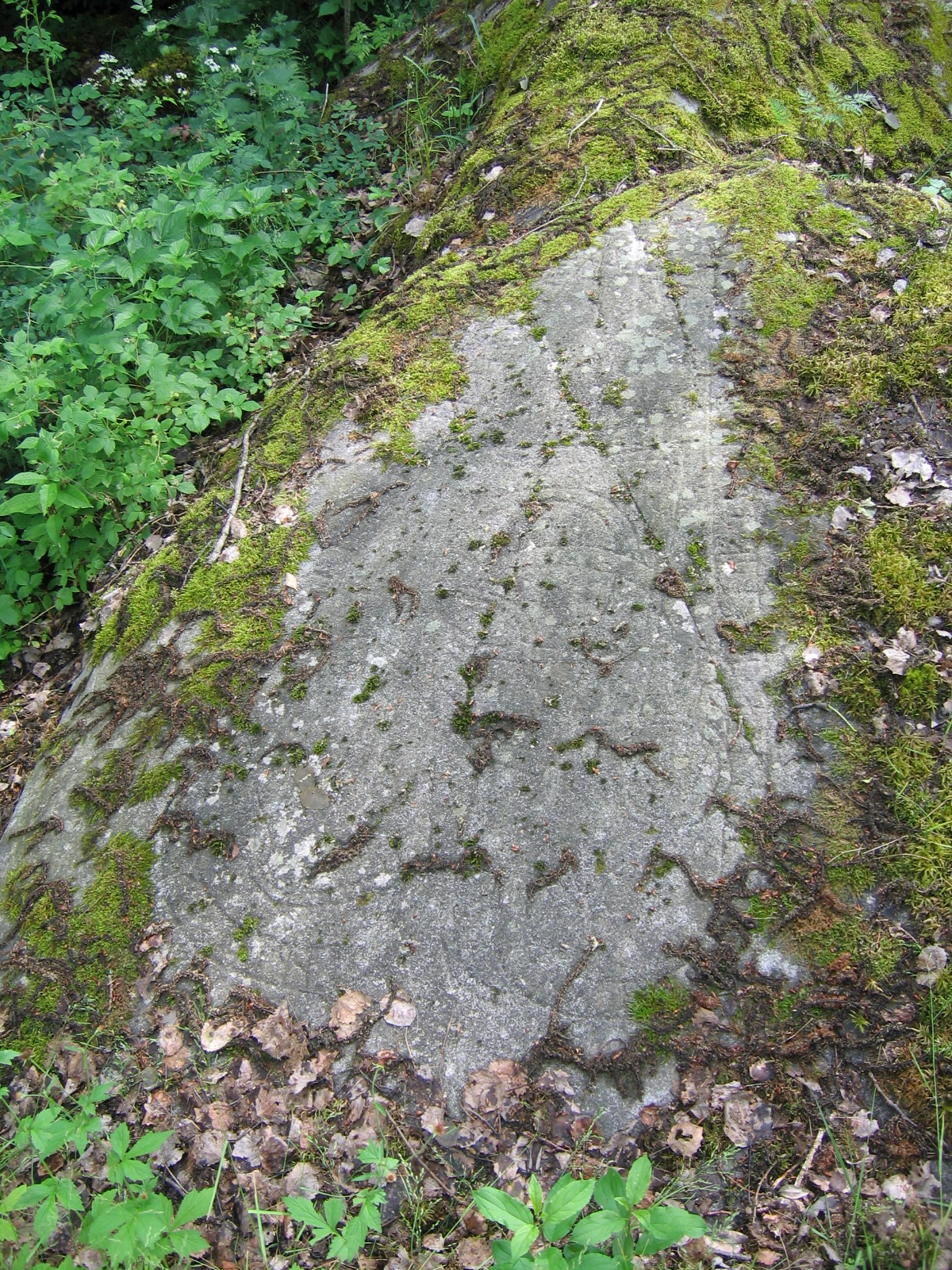
U 311.

Esta inscripción se hizo después que las anteriores porque está realizada en el estilo Pr5 que se data entre el final del siglo XI y el inicio del XII. No se sabe qué relación tienen los mencionados en ella y los que se mencionan en las dos inscripciones anteriores.
Transliteración de las runas a letras latinas
inkriþ ' lit ' kiara ' bro ' iftiR * inkikiari ' totur ' sin inkihualtr ' inkimar ' karl ' litu ' at ' systur s'i[n]
Transcripción al nórdico antiguo
Ingrið let gæra bro æftiR Ingigærði, dottur sina. Ingivaldr, Ingimarr, Karl letu at systur sina.
Traducción al español
Ingríðr mandó hacer el puente en memoria de Ingigerðr, su hermana. Ingivaldr (y) Ingimarr (y) Karl mandaron (hacerla) en memoria de su hija.

## Galería

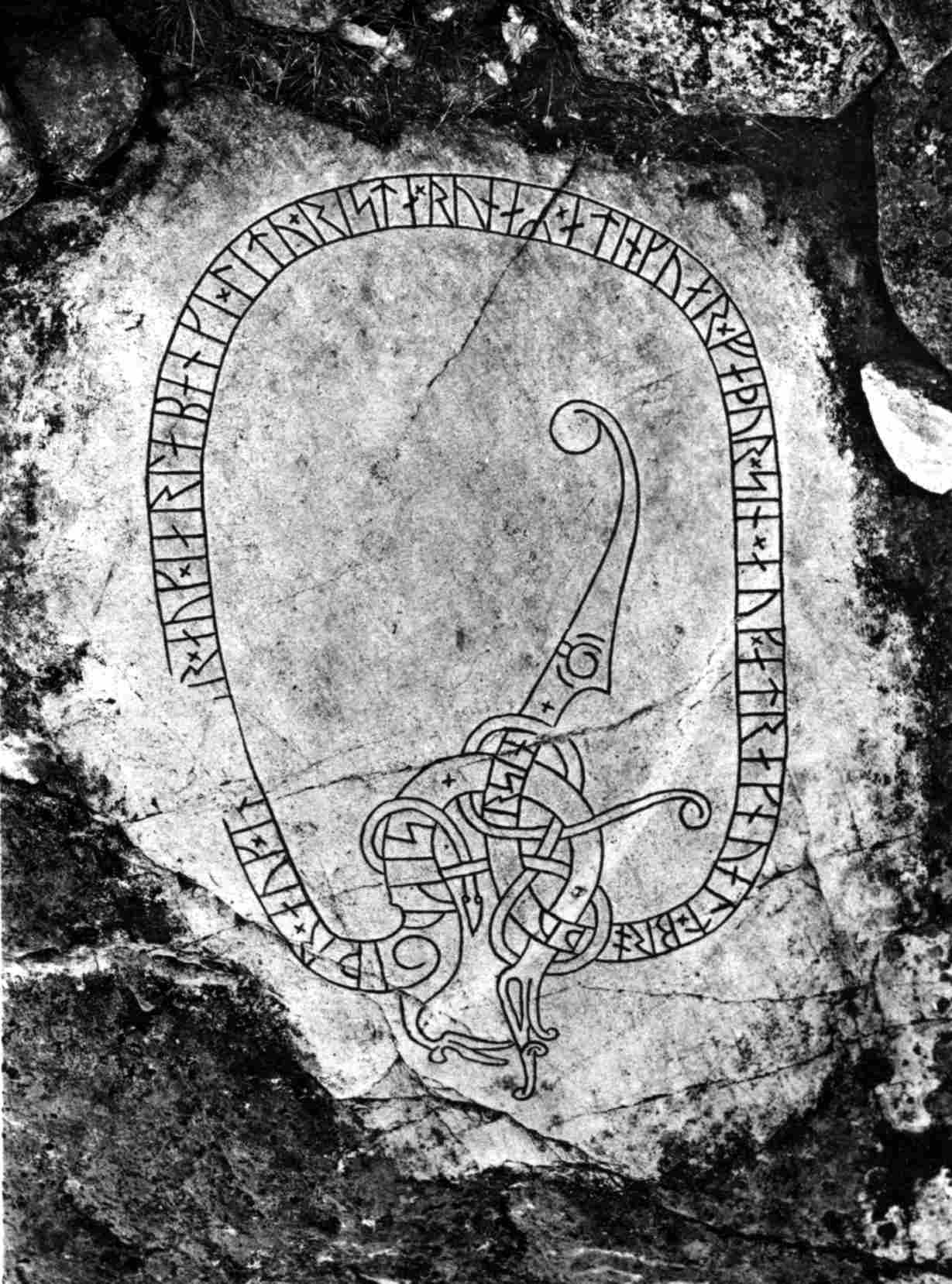
Fotografía de 1940, donde la inscripción U 309 está pintada.
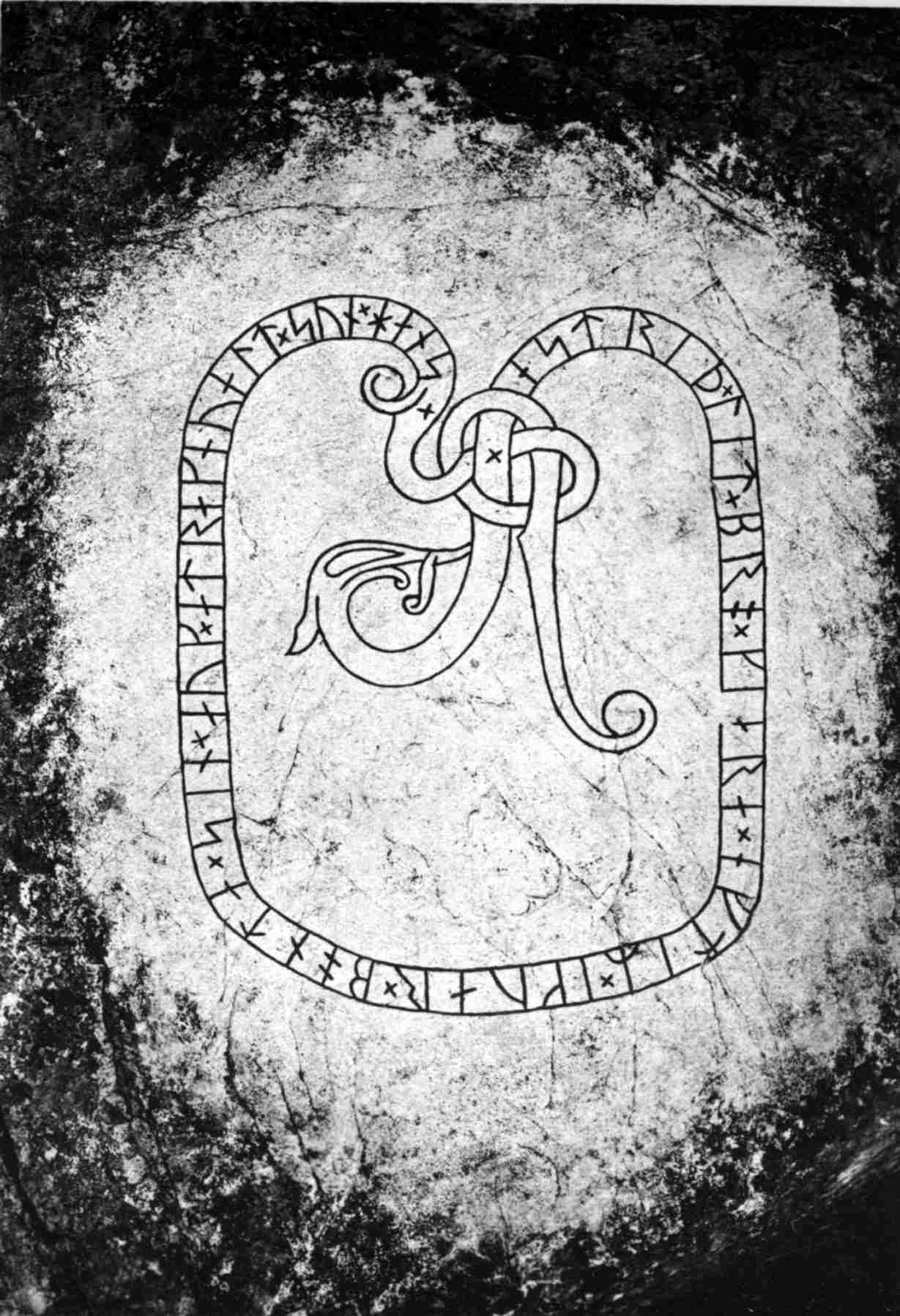
Fotografía de 1940, donde la inscripción U 310 está pintada.